# Boris Mironov
Boris Olegovič Mironov (* 21. března 1972 v Moskvě) je ruský hokejový trenér a bývalý obránce.

## Hráčská kariéra
Svou kariéru začal v roce 1988 v CSKA Moskva a v roce 1989 se stal sovětským mistrem poprvé v kariéře. V důsledku toho se CSKA kvalifikoval do Evropského poháru, který klub vyhrál v letech 1989 a 1990. Po rozpadu Sovětského svazu byl Mironov vybrán ve druhém kole ve vstupním draftu NHL, celkově na 27. místě, týmem Winnipeg Jets. Mironov nadále pokračoval v CSKA Moskva, změna nejvyšší soutěž ze sovětské ligy na ruskou superligu jsi zahrál jednu sezonu.
V létě 1993 odešel do Winnipeg Jets v National Hockey League, za které odehrál 61 zápasů ve své nováčkovské sezóně, poté byl vyměněn do Edmonton Oilers spolu s Matsem Lindgrenem a 1. kolo draftu (Jasonem Bonsignorem) a 4. kolo draftu (Adamem Copelandem) výměnou za Daveho Mansona a 6. kolo draftu (Chrise Kibermanise). Navzdory poklesu výkonnosti po změně byl Mironov na konci základní části jmenován do All-Rookie týmu NHL. V následujících sezónách patřil obvykle ke dvěma nejlepším obráncům Oilers a přesvědčil nejen defenzivně, ale především ofenzivně. V sezóně 1997-98 zaznamenal v 81 zápasech 16 branek a 30 asistencí, což z něj udělalo nejlepšího obránce svého týmu, v soutěži se umístil v top 20 obránců NHL. Za časů strávených v Oilers dostal přezdívku Bobo.
20. března 1999 Oilers vyměnili Borise Mironova, Jonase Elofssona a Deana McAmmonda do Chicago Blackhawks výměnou za Chada Kilgera, Ethana Moreau, Daniela Clearyho a Christiana LaFlammeho. S Blackhawks Mironov nebyl schopen stavět se na svých výkonech s výjimkou první sezóny, kdy jeho ofenzivní síla zejména klesala. V poslední sezoně se v Chicagu nepohodl se zaměstnavatelem a chtěl být vyměněn, stávkoval jeden měsíc, kdy nechodil na tréninky. Po stávkování začal opět trénovat s týmem. 8. ledna 2003 se dočkal výměny, vyměněn byl do týmu New York Rangers za 4. kolo draftu. Za Rangers odehrál přes 100 zápasů a připsal si 28 bodů.
Kariéru ukončil v roce 2004, ale v sezóně 2006/07 se vrátil na led, hrál za tým Viťaz Čechov v ruské Superlize. V roce 2008 se stal hrajícím trenérem týmu HC Rys Podolsk v druhé nejvyšší soutěži. V létě 2009 přestoupil do Křídla Sovětů Moskva. V týmu zastával funkci hrající hlavní trenér. V roce 2010 definitivně ukončil kariéru.

## Zajímavosti
13. prosince 2003 v utkáni proti týmu Buffalo Sabres v poslední třetině srazil krosčekem protihráče Adama Maira. Rozhodčí to posoudili jako pokus o zranění protihráče a dostal pokutu ve výši 21 338 dolarů a byl suspendován na dva zápasy.

## Ocenění a úspěchy
- 1994 NHL - All-Rookie Tým

## Prvenství
- Debut v NHL - 6. října 1993 (Winnipeg Jets proti Washington Capitals)
- První gól v NHL - 9. října 1993 (Dallas Stars proti Winnipeg Jets, kanadskému brankáři Andy Moog)
- První asistence v NHL - 10. října 1993 (Chicago Blackhawks proti Winnipeg Jets)

## Klubová statistika
| Sezóna       | Klub                 | Soutěž       |     | Základní část | Základní část | Základní část | Základní část | Základní část |   | Play off | Play off | Play off | Play off | Play off |
| Sezóna       | Klub                 | Soutěž       | Z   | G             | A             | B             | TM            | Z             | G | A        | B        | TM       |          |          |
| 1988/1989    | CSKA Moskva          | SSSR         | 1   | 0             | 0             | 0             | 0             | —             | — | —        | —        | —        |          |          |
| 1989/1990    | HC CSKA Moskva       | SSSR         | 7   | 0             | 0             | 0             | 0             | —             | — | —        | —        | —        |          |          |
| 1990/1991    | HC CSKA Moskva       | SSSR         | 36  | 1             | 5             | 6             | 16            | —             | — | —        | —        | —        |          |          |
| 1990/1991    | SKA MVO Kalinin      | SSSR-2       | 2   | 1             | 0             | 1             | 0             | —             | — | —        | —        | —        |          |          |
| 1991/1992    | HC CSKA Moskva       | RSL          | 28  | 2             | 1             | 3             | 18            | 8             | 0 | 0        | 0        | 4        |          |          |
| 1991/1992    | HC CSKA Moskva 2     | RSL-3        | 3   | 1             | 2             | 3             | 4             | —             | — | —        | —        | —        |          |          |
| 1992/1993    | HC CSKA Moskva       | RSL          | 19  | 0             | 5             | 5             | 20            | —             | — | —        | —        | —        |          |          |
| 1992/1993    | HC CSKA Moskva 2     | RSL-2        | 4   | 2             | 0             | 2             | 4             | —             | — | —        | —        | —        |          |          |
| 1993/1994    | Winnipeg Jets        | NHL          | 65  | 7             | 22            | 29            | 96            | —             | — | —        | —        | —        |          |          |
| 1993/1994    | Edmonton Oilers      | NHL          | 14  | 0             | 2             | 2             | 14            | —             | — | —        | —        | —        |          |          |
| 1994/1995    | Edmonton Oilers      | NHL          | 29  | 1             | 7             | 8             | 40            | —             | — | —        | —        | —        |          |          |
| 1994/1995    | Cape Breton Oilers   | AHL          | 4   | 2             | 5             | 7             | 23            | —             | — | —        | —        | —        |          |          |
| 1995/1996    | Edmonton Oilers      | NHL          | 78  | 8             | 24            | 32            | 101           | —             | — | —        | —        | —        |          |          |
| 1996/1997    | Edmonton Oilers      | NHL          | 55  | 6             | 26            | 32            | 85            | 12            | 2 | 8        | 10       | 16       |          |          |
| 1997/1998    | Edmonton Oilers      | NHL          | 81  | 16            | 30            | 46            | 100           | 12            | 3 | 3        | 6        | 27       |          |          |
| 1998/1999    | Edmonton Oilers      | NHL          | 63  | 11            | 29            | 40            | 104           | —             | — | —        | —        | —        |          |          |
| 1998/1999    | Chicago Blackhawks   | NHL          | 12  | 0             | 9             | 9             | 27            | —             | — | —        | —        | —        |          |          |
| 1999/2000    | Chicago Blackhawks   | NHL          | 58  | 9             | 28            | 37            | 72            | —             | — | —        | —        | —        |          |          |
| 2000/2001    | Chicago Blackhawks   | NHL          | 66  | 5             | 17            | 22            | 42            | —             | — | —        | —        | —        |          |          |
| 2001/2002    | Chicago Blackhawks   | NHL          | 64  | 4             | 14            | 18            | 68            | 1             | 0 | 0        | 0        | 2        |          |          |
| 2002/2003    | Chicago Blackhawks   | NHL          | 20  | 3             | 1             | 4             | 22            | —             | — | —        | —        | —        |          |          |
| 2002/2003    | New York Rangers     | NHL          | 36  | 3             | 9             | 12            | 34            | —             | — | —        | —        | —        |          |          |
| 2003/2004    | New York Rangers     | NHL          | 75  | 3             | 13            | 16            | 86            | —             | — | —        | —        | —        |          |          |
| 2006/2007    | Viťaz Čechov         | RSL          | 46  | 4             | 8             | 12            | 147           | 2             | 0 | 0        | 0        | 6        |          |          |
| 2008/2009    | HC Rys Podolsk       | RVL          | 41  | 9             | 24            | 33            | 54            | —             | — | —        | —        | —        |          |          |
| 2009/2010    | Křídla Sovětů Moskva | RVL          | 20  | 4             | 8             | 12            | 18            | —             | — | —        | —        | —        |          |          |
| Celkem v NHL | Celkem v NHL         | Celkem v NHL | 716 | 76            | 231           | 307           | 891           | 25            | 5 | 11       | 16       | 45       |          |          |

## Reprezentace
| Rok             | Tým             | Soutěž          | Z  | G | A | B | TM |
| --------------- | --------------- | --------------- | -- | - | - | - | -- |
| 1989            | SSSR 18         | ME-18           | 5  | 3 | 2 | 5 | 2  |
| 1990            | SSSR 18         | ME-18           | 6  | 1 | 0 | 1 | 0  |
| 1991            | SSSR 20         | MSJ             | 6  | 0 | 3 | 3 | 0  |
| 1992            | SSSR 20         | MSJ             | 7  | 2 | 2 | 4 | 29 |
| 1996            | Rusko           | MS              | 8  | 1 | 4 | 5 | 12 |
| 1998            | Rusko           | OH              | 6  | 0 | 2 | 2 | 2  |
| 2002            | Rusko           | OH              | 6  | 1 | 0 | 1 | 2  |
| Celkem na ME-18 | Celkem na ME-18 | Celkem na ME-18 | 11 | 4 | 2 | 6 | 2  |
| Celkem na MSJ   | Celkem na MSJ   | Celkem na MSJ   | 13 | 2 | 5 | 7 | 29 |
| Celkem na OH    | Celkem na OH    | Celkem na OH    | 12 | 1 | 2 | 3 | 4  |